# Sisterhood Is Global
Sisterhood Is Global: The International Women's Movement Anthology (en español La hermandad es mundial: Antología del Movimiento Internacional de Mujeres) es una antología de escritos feministas de 1984 editada por Robin Morgan y publicada por Anchor Press/Doubleday.

## Contexto
Es la continuación de Sisterhood Is Powerful: An Anthology of Writings from the Women's Liberation Movement (1970). Tras Sisterhood Is Global llegó su continuación, Sisterhood Is Forever: The Women's Anthology for a New Millennium (2003).
Para financia la creación de Sisterhood Is Global, Robin Morgan recibió subvenciones de la Fundación Ford en 1982, 1983 y 1984. En un desfile de la Semana de la Moda de París de 2019, la directora creativa de Christian Dior, Maria Grazia Chiuri, lanzó una colección de camisetas con los lemas Sisterhood Is Powerful, Sisterhood Is Global y Sisterhood Is Forever, respectivamente.

## Contenido
La obra está compuesta por ensayos breves de mujeres que representan a más de 80 países, como Afganistán, Polonia o Zimbabue.  En la antología, se recogen los escritos de autoras como Marjorie Agosín (Chile), Ama Ata Aidoo (Ghana), Shulamit Aloni (Israel), Peggy Antrobus (Caribe), Simone de Beauvoir (Francia), Lidia Falcón (España), Hema Goonatilake (Sri Lanka), Fatima Mernissi (Marruecos), Nawal El Saadawi (Egipto), Ana Titkow (Polonia), Marilyn Waring (Nueva Zelanda) o Xiao Lu (China), entre otras.

## Ediciones
- 1984, Nueva York: Anchor Press/Doubleday
- 1985, Londres: Penguin Books
- 1996, Feminist Press en la Universidad de Nueva York, ISBN 978-1558611603